# München Donnersbergerbrücke (stacja kolejowa)
München Donnersbergerbrücke – stacja kolejowa w Monachium, położona na zachód od München Hauptbahnhof.
| München Donnersbergerbrücke |  |                      |
| Linia                       |  |                      |
| München Hackerbrücke        |  | München Hirschgarten |